# Gulfstream V
A Gulfstream V nagy hatótávolságú üzleti repülőgép, a Gulfstream Aerospace cég által gyártott család tagja, mely számos repülési rekordot tart.
Előnyös tulajdonságai miatt számos kormány alkalmazza kiemelt személyek szállítására, többek között a kuvaiti királyi családot is ilyen gépek szállítják.
A 15 méter hosszú,  2,2 méter széles  és 1,8 méter magas utaskabin elég tágas és kellőképpen módosítható a VIP vendégek részére. A típus 2002-ben komolyabb ráncfelvarráson esett át, korszerűbb avionikával és kényelmesebb kabinnal látták el.

## C–37A
Kedvező tulajdonságai miatt felderítő repülőgépként is alkalmazzák, az USAF C–37A típusjelzéssel rendszeresítette.
Ebben az esetben némileg megváltoztatják a tulajdonságait, és felszerelését. A mobiltelefonok és egyéb informatikai rendszerek lehallgatását lehetővé tévő felszerelést a törzs alatt helyezik el, a szárny előtt, jellegzetes bulba orr kinézetet kölcsönözve a gépnek.
2010. március 17-én izraeli felderítő repülőgépek a Ferihegyi repülőtér légterében "gyakorlatot" tartottak, amiről azonban a hazai titkosszolgálatok (hivatalosan) nem tudtak. Ennek következtében a légügyi hatóság vezetőjét leváltották.
Egyes vélemények szerint ez a manőver az Egyesült Államok és Izrael külpolitikai játszmájának része volt, míg mások konkrét célt emlegetnek.
Ezektől függetlenül nem sikerült megnyugtató magyarázatot találni arra, hogy mit is keresnek idegen, nem NATO tag katonai repülők egy szuverén ország légterében, még ha csak gyakorlatozás céljából is érkeznek.

## Alkalmazók

### Utasszállítóként felhasználók
- Amerikai Egyesült Államok
- Kuvait
- Kína

### Katonai alkalmazók
- Izraeli Légierő
- Japán Légi Véderő
- Kuvaiti Légierő
- Szaúdi Királyi Légierő
- Görög LégierőGörög Légierő
- Az Amerikai Egyesült Államok Légiereje